# Вадим Евсеев
Вадим Евсеев е руски футболист и треньор. От 2022 г. е старши треньор на ФК Факел.

## Клубна кариера
Като юноша е бил в школите на Динамо и Локомотив, но през 1991 г. се връща в родния си град, за да играе за Спартак Митишчи. През 1996 дебютира в мъжкия футбол с екипа на Спартак, като успява да си спечели титулярното място под ръководството на Георгий Ярцев. В следващите сезони Вадим играе по-рядко и през 1998 г. е даден под наем на Торпедо Москва, където записва 10 мача. Все пак Вадим печели 4 титли на Русия в състава на Спартак. През 2000 г. преминава в Локомотив (Москва). Там Вадим успява да се наложи и заедно с Олег Пашинин, Дмитрий Сенников и Генади Нижегородов създават една от най-силните защитни четворки в руския футбол. През 2003 г. отбелязва гол за националния отбор на Русия в баражът за Евро 2004 срещу Уелс. Този гол праща „Сборная“ на турнира, а в радостта си след края на мача Вадим използва обиди срещу уелсците. След този случай той придобива още по-голяма популярност. През 2007 г. Анатолий Бишовец отказва да разчита на Вадим и го продава в Торпедо, където треньор е Георгий Ярцев. В началото на 2008 г. Евсеев подписва със Сатурн, като става един от основните футболисти на „извънземните“. След разпадането на отбора играе в Торпедо Жодино и на 21 ноември 2011 г. слага край на кариерата си. В началото на 2012 г. обаче, по покана на Дмитрий Аленичев, Евсеев подписва с Арсенал Тула и изиграва 5 мача. През май 2012 му е организиран бенефис, след което слага край на кариерата си. Въпреки това Вадим продължава да играе на аматьорско ниво в Олимпик Митишчи.
От края на 2011 е вицепрезидент на агентската фирма „Про-спорт“. В края на 2015 г. издава автобиографията си „Футбол без цензуры“.

## Като треньор
Треньорската му кареира започва като помощник-треньор на Амкар Перм. През 2017 г. поема Текстилшик Иваново, но остава на поста само няколко месеца. През септември 2017 г. се завръща в Амкар, като става старши треньор на тима през март 2018 г. През сезон 2018/19 води СКА Хабаровск. От март 2019 г. е начело на ФК Уфа.